# Lenk von Wolfsberg (Adelsgeschlecht)

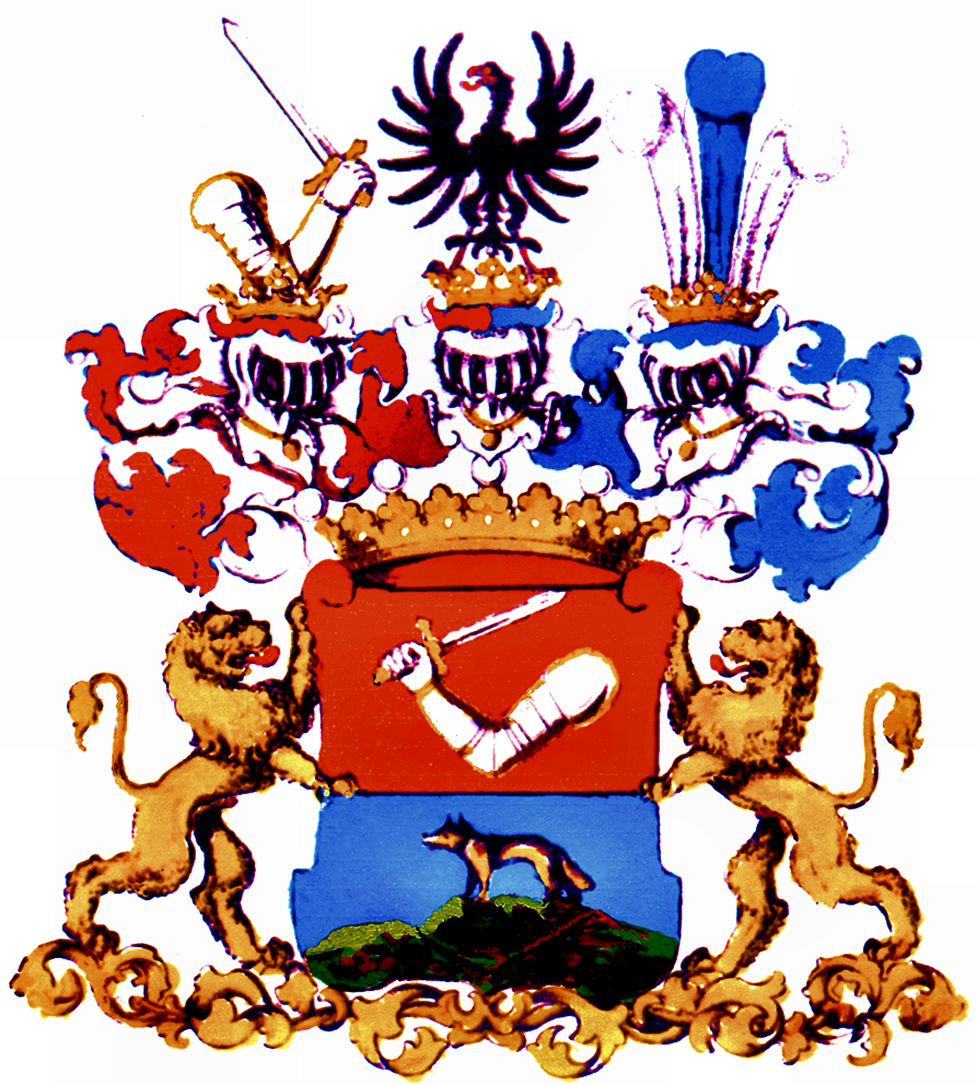
Wappen der Freiherren Lenk von Wolfsberg 1829

Die Freiherren Lenk von Wolfsberg waren ein österreichisches Adelsgeschlecht. Aus der Familie kamen mehrere bedeutende Vertreter hervor, die im kaiserlich-königlichen Heer tätig waren.

## Geschichte
Die deutschstämmige Familie mit dem Namen Lenck lebte früher im Wittingau im Kronland Böhmen. Etwas länger als 100 Jahre dauerte der Aufstieg der Familie zu großem Ansehen bis zu ihrem Erlöschen.
Dem k. k. Hauptmann der 4. Garnisonartillerie Joseph Lenck (* 1. August 1739; † 2. Dezember 1817 in Ottakring), verheiratet 1764 in Platz/Wittingau mit Anna Maria Paciver (* 1745; † 1794), wurde nach 48-jähriger Dienstleistung laut Allerhöchster Entschließung von Kaiser Franz II. der Adelsstand mit dem Namen „Lenk von Wolfsberg“ verliehen.

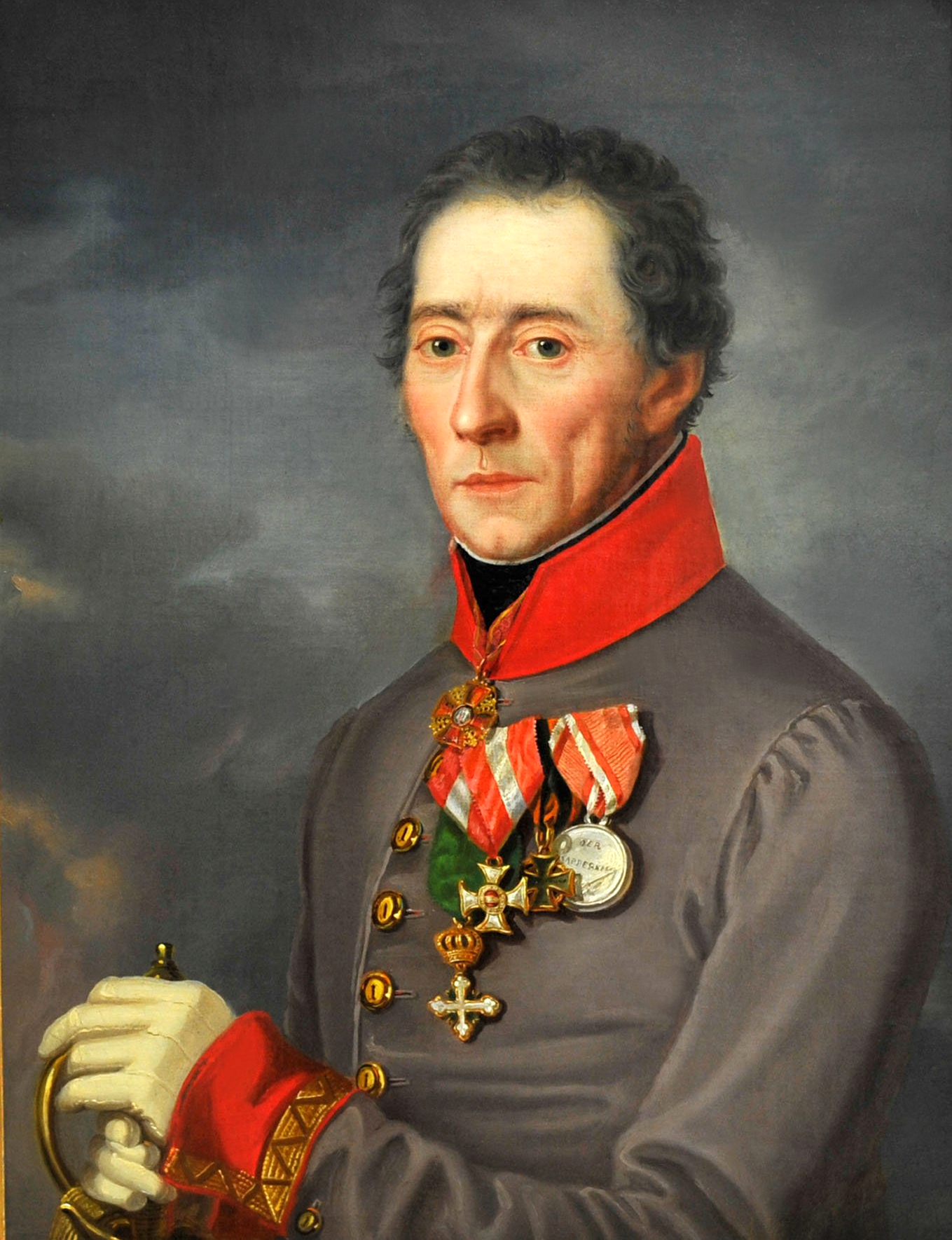
Philipp Lenk von Wolfsberg

Philipp Jakob Lenk Freiherr von Wolfsberg (1766–1837), Josephs Sohn, war ein Artillerie-Offizier im kaiserlichen Heer auch während der napoleonischen Kriege und beteiligte sich maßgebend an vielen Schlachten gegen die Franzosen. Er wurde mit dem Ritterkreuz des Militär-Maria-Theresia-Ordens ausgezeichnet und am 20. September 1829 per Allerhöchster Entschließung von Kaiser Franz I. in den Freiherrenstand erhoben: „Seine k. k. Majestät haben den Major im Bombardier-Korps und Marien-Theresien-Ordens-Ritter Jakob Lenk von Wolfsberg in Rücksicht seiner vieljährigen und ausgezeichneten Militär-Dienstleistungen den Freiherrnstand des österreichischen Kaiserstaates allergnädigst taxfrei zu verleihen geruhet.“
Er heiratete 1804 Wilhelmine Carlotta Scholl (1781–1813). Aus dieser Ehe entspross Sohn (Nikolaus) Wilhelm, der spätere k. k. Feldzeugmeister.
Aus seiner zweiten Ehe mit Franziska (* 27. Dezember 1800; † 14. Oktober 1882 in Prag) Anno 1820 stammte Sohn August Lenk von Wolfsberg, der die Diplomatenlaufbahn beschritt.

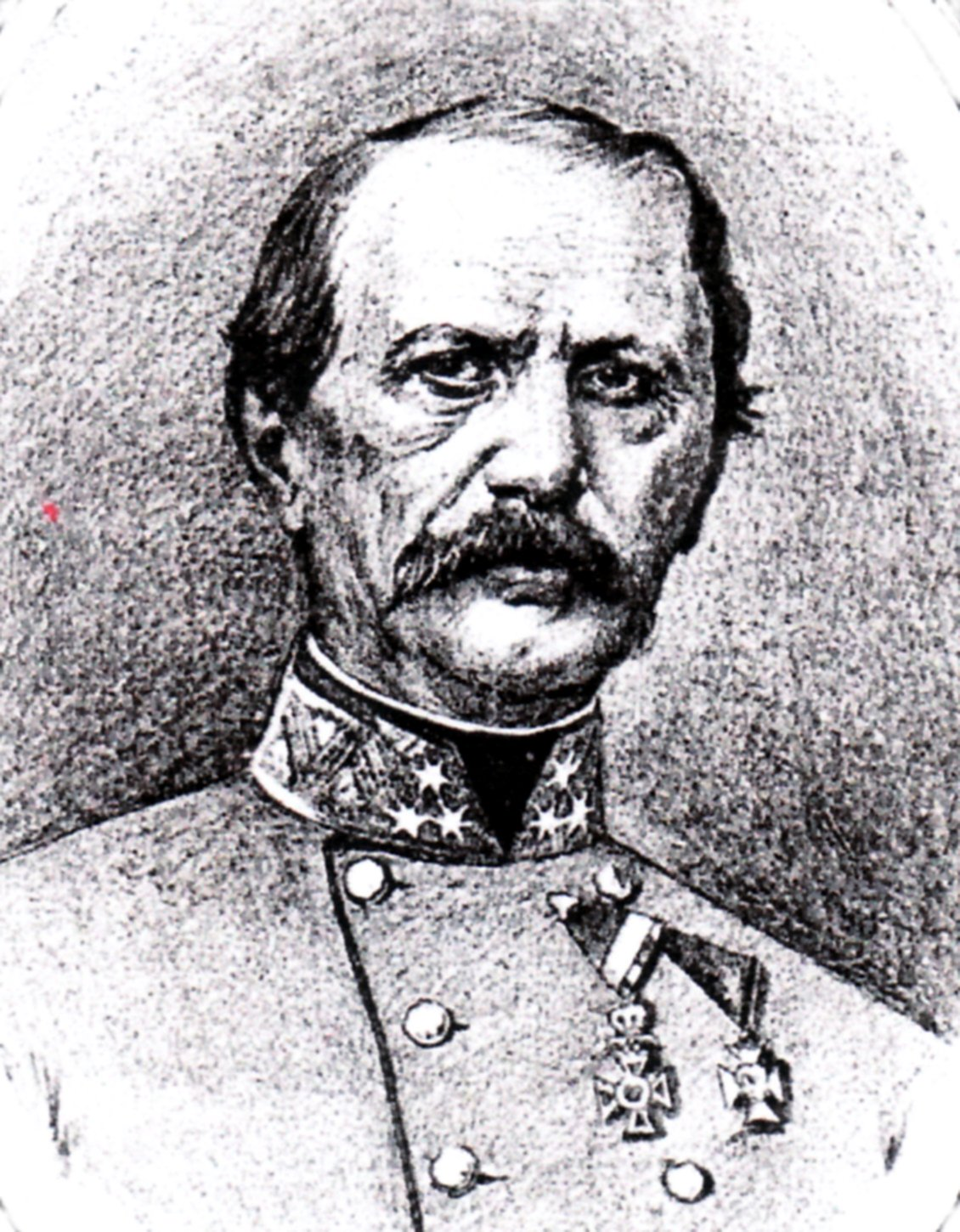
FZM Wilhelm Freiherr Lenk von Wolfsberg

Nikolaus Wilhelm Lenk Freiherr von Wolfsberg (1809–1894), Jakobs Sohn, trat gleichfalls in den k. k. Militärdienst ein.
Er war Offizier und technischer Chemiker. Wilhelm beschäftigte sich mit der Verbesserung der Schießbaumwolle, worauf er im Jahre 1864 ein Patent erhielt. Weiters befehligte er im kaiserlichen Heer und beendete seine Karriere als Feldzeugmeister. Im Laufe seiner Karriere wurde er mehrmals mit Orden dekoriert.
1833 heiratete er Eveline Aloisia Schreher (1810–1871). Aus dieser Verbindung gingen die Söhne Rudolf und Eugen sowie drei Töchter hervor.
August Lenk von Wolfsberg (1820–1889) war ein österreichischer Diplomat, Sohn aus zweiter Ehe des Freiherren Jakob Lenk von Wolfsberg.
Seine Karriere begann 1848 als k. k. Generalkonsulats-Kanzler in Beirut und führte ihn über viele Stationen bis zu seiner letzten als k. u. k. Generalkonsul in Marseille 1883. Er war zweimal verheiratet, ohne männliche Nachfolger.
August führte nicht den Freiherrentitel. Der Grund hierfür ist unbekannt.
Rudolf Freiherr Lenk von Wolfsberg (1834–1907), der ältere von Wilhelms beiden Söhnen, beschritt ebenfalls die militärische Laufbahn und brachte es bis zum Feldmarschalleutnant. Seine Ehen mit Hemma Edle von Josch (1844–1867) und Paula Freiin Wittenbach von Rotten- und Thurnstein (1849–1918) blieben kinderlos.
Eugen Freiherr Lenk von Wolfsberg (* 26. Juli 1836 in Mainz; † 12. Februar 1905 Baden bei Wien) begann ebenfalls eine militärische Karriere, schied aber als Leutnant der Artillerie aus. Er vermählte sich 1862 mit der Unternehmerstochter Emma Giseke (* 14. April 1830 in Lüdenscheid; † 5. März 1903 in Baden bei Wien). Anschließend betätigte er sich im kaufmännischen Bereich in den Leonischen Werken Cornides & Kühmayer AG zu Weissenbach an der Triesting. Dort wurde auch sein einziges Kind, Gustav (* 31. Dezember 1862 in St. Veit an der Triesting; † 13. Oktober 1943 in Baden bei Wien), geboren, verheiratet am 14. Juni 1897 in Wiener Neustadt mit Fiametta Brosch Edle von Aarenau, (* 1. Oktober 1873 in Rovigno, Istrien; † 13. August 1943 in Wiener Neustadt), Schwester des Leiters der Militärkanzlei Alexander von Brosch-Aarenau. Beide kamen bei einem Bombenangriff der Alliierten ums Leben. Sie hatten zwei Töchter, Emma (* 16. Mai 1898) und Hyazintha (* 15. März 1900; † 11. Oktober 2001).
Somit gab es in der Familie keine männlichen Nachfolger und die Familie erlosch im Mannesstamm. Über die weiblichen Abkömmlinge gibt es Nachfahren in den Familien Mayerhoffer von Vedropolje, von Zwehl, Ritter von Polzer, Freiherren Putz von Rolsberg, Freiherren von Sobeck-Skal und Kornitz, Freiherren von Waldstätten, Grafen Wassilko von Serecki, u. a.

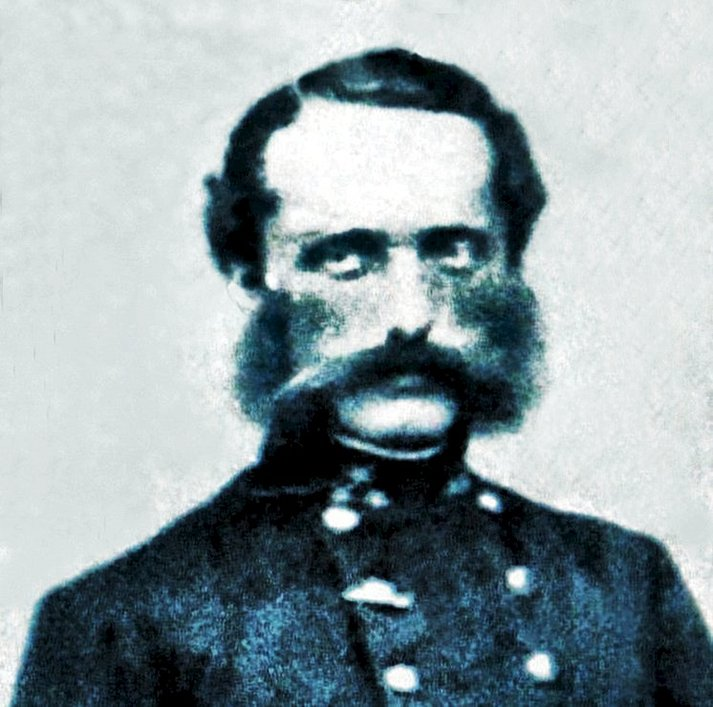
FML Rudolf Freiherr Lenk von Wolfsberg 1866
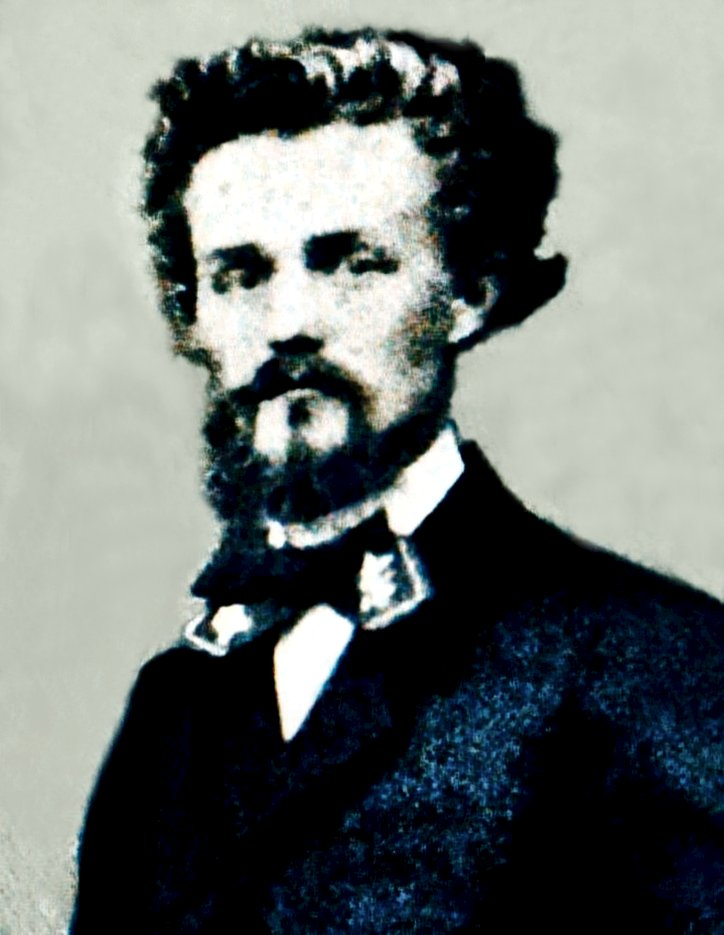
Eugen Freiherr Lenk von Wolfsberg 1866

## Wappen

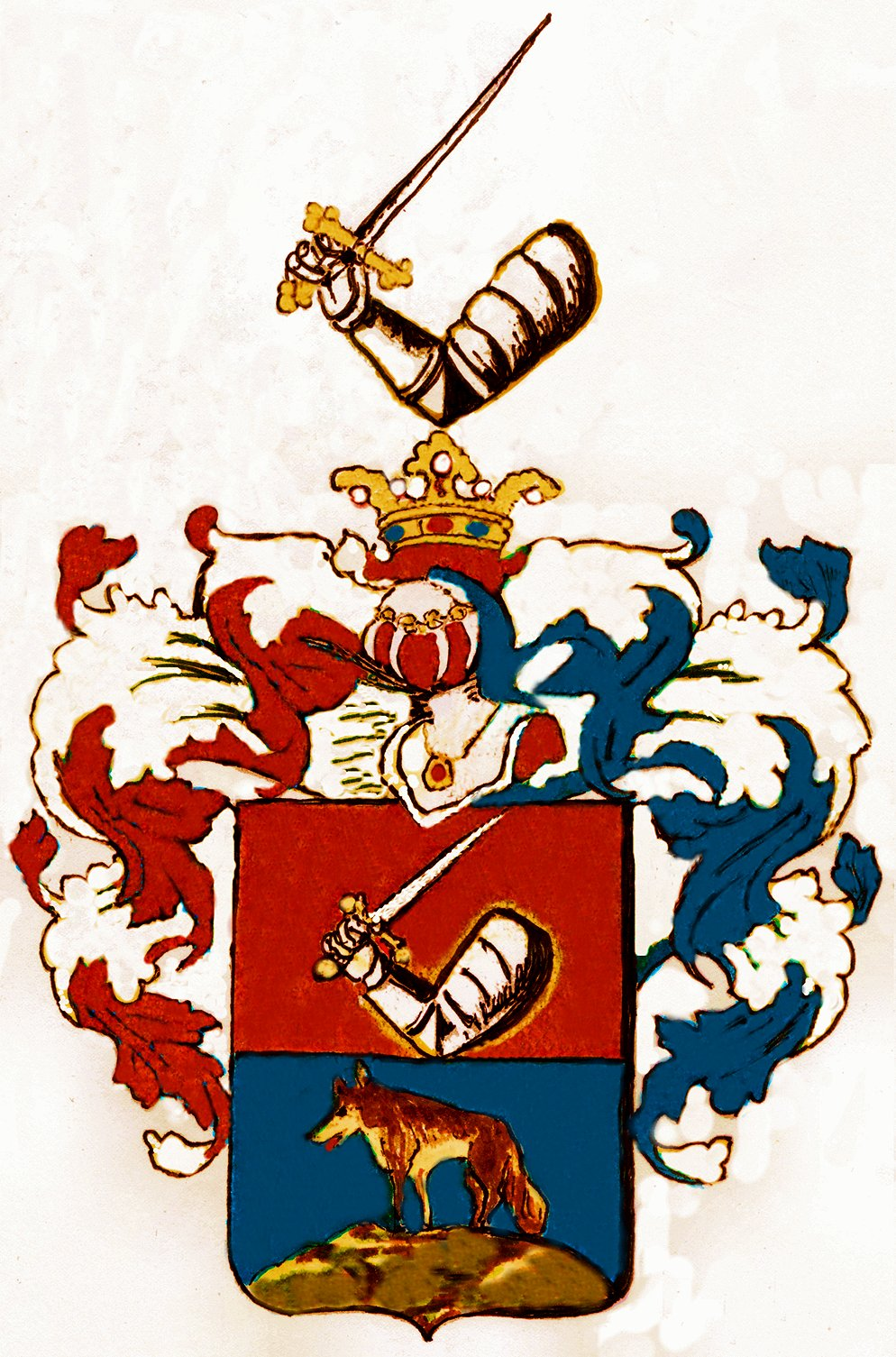
Wappen Lenk von Wolfsberg 1801

1801: Schild quergeteilt. Oben in Rot ein gebogener, gold-geränderter, geharnischter rechter Arm mit Schwert, unten in Blau auf grünem Dreiberg ein natürlicher Wolf. Über dem gekrönten, ins Visier gestellten Helm erhebt sich der geharnischte Arm mit dem Schwert aus dem Schild. Die Decken sind rechts rot, links blau mit Silber unterlegt.
1829: Schild rot und blau quergeteilt. Im oberen roten Felde ein gebogener, gold-geränderter, geharnischter Arm mit einem bloßen Schwerte in der Hand, Im unteren blauen Felde auf einem Berge von natürlicher Farbe ein rechtsgekehrter natürlicher Wolf. Auf dem Schilde ruht die Freiherrnkrone, auf welcher sich drei gekrönte Turnierhelme erbeben. Die Krone des rechten Helms trägt den nach innen gekehrten Arm des oberen Feldes, jene des mittleren einen einfachen schwarzen Adler mit rot ausgeschlagener Zunge, ausgebreiteten Flügeln und von sich gestreckten Fängen; jene des linken Helms drei wallende Straußenfedern, eine blaue zwischen zwei silbernen. Die Helmdecken sind: die des mittleren rechts rot links blau, beiderseits mit Silber, jene des rechten Helms rot, jene des linken blau, beiderseits mit Silber belegt. Die Schildhalter sind zu beiden Seiten zwei aufrechtstehende goldene Löwen mit offenem Rachen, rotausgeschlagenen Zungen und über dem Rücken aufgeschlagenem Schwanze.
Der Wahlspruch lautet: „Treu bis in den Tod.“